# Palais Finlayson
Le palais Finlayson (finnois : Finlaysonin palatsi) est un bâtiment construit dans le quartier de Finlayson à Tampere en Finlande.

## Architecture
Le palais est conçu par Lambert Petterson pour loger Alexander von Nottbeck. De nos jours il abrite un restaurant.